# Сен-Север-де-Сентонж
Сен-Севе́р-де-Сенто́нж (фр. Saint-Sever-de-Saintonge) — коммуна во Франции, находится в регионе Пуату — Шаранта. Департамент коммуны — Шаранта Приморская. Входит в состав кантона Пон. Округ коммуны — Сент.
Код INSEE коммуны — 17400.

## Население
Население коммуны на 2010 год составляло 625 человек.
| 1962 | 1968 | 1975 | 1982 | 1990 | 1999 | 2010 |
| ---- | ---- | ---- | ---- | ---- | ---- | ---- |
| 549  | 484  | 462  | 431  | 511  | 588  | 625  |